# Grant (hrabstwo Shawano)
Grant – miasto w Stanach Zjednoczonych, w stanie Wisconsin, w hrabstwie Shawano.